# ENTP

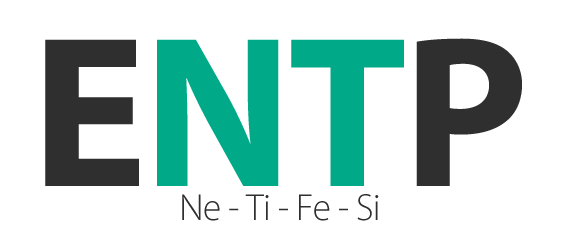
<ENTP>

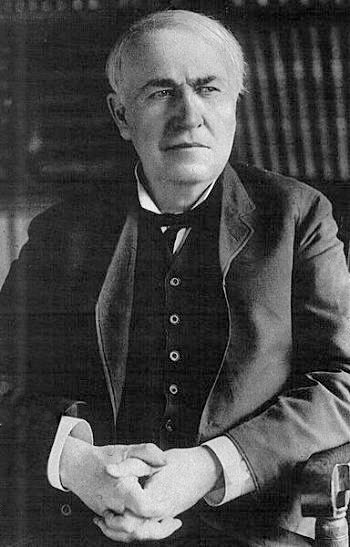
Thomas Edison, quien se cree que pudo haber tenido una personalidad ENTP.

ENTP (Extroversión, iNtuición, PensamienTo-thinking, Percepción) son unas siglas en inglés empleadas para describir uno de los dieciséis tipos de personalidad en el indicador Myers-Briggs (MBTI).
El indicador MBTI se desarrolló a partir de las investigaciones del prominente psiquiatra Carl Gustav Jung en su libro Tipos psicológicos. Jung propone los tipos psicológicos de personalidad basados en sus observaciones de las funciones cognitivas de sus pacientes a lo largo de toda su experiencia clínica.

Con la obra de Jung, varios investigadores empezaron a crear sus propias teorías de tipos adaptadas e indicadores, en los que se incluye el Indicador Myers-Briggs o MBTI, desarrollado por Isabel Briggs Myers y Katharine Cook Briggs, y el Keirsey Temperament Sorter (KTS), desarrollado por David Keirsey. Keirsey se refiere a los ENTP como Inventores, uno de los cuatro tipos que pertenece al temperamento llamado Racional. El ENTP se corresponde con la personalidad de un 2-5% de la población, aproximadamente.

## Instrumento del Indicador MBTI
Las preferencias MBTI indican las diferencias en las personas basadas en lo siguiente:
- Cómo enfocan su atención u obtienen su energía (Extraversión [E] o Introversión) [I]
- Cómo perciben o toman la información (Sensación [S] o Intuición) [N]
- Cómo prefieren tomar decisiones (Pensamiento [T, del inglés Think] o Sentimiento) [F, del inglés Feeling]
- Cómo se orientan hacia el mundo exterior (calificador [J, del inglés "Judging"]  y Percepción [P])

Al usar sus preferencias en cada una de estas áreas, las personas pueden desarrollar lo que Jung y Myers llamaban tipos psicológicos. Este patrón de personalidad fundamental resulta de la interacción dinámica de las cuatro preferencias, en relación  con sus influencias ambientales y sus tendencias individuales propias. Las personas son propensas a desarrollar conductas, habilidades y actitudes en función de su tipo particular. Cada tipo de personalidad tiene su propia fuerza potencial como también áreas que ofrecen la oportunidad de ser desarrolladas.
La herramienta del MBTI consiste en preguntas de opción múltiple que responde a las bases de las cuatro dicotomías (par de opuestos psicológicos). Dieciséis resultados son posibles, cada uno identificado por su propio código de cuatro letras y es denotado por su letra inicial. (La N es usada para Intuición, ya que la I es usada para Introversión). El MBTI tiene aproximadamente un 75% de precisión de acuerdo con su propio manual.
- E - Extraversión en contraposición a la introversión: los ENTP obtienen energía a través de la interacción con otras personas u objetos del mundo exterior. Disfrutan teniendo un amplio número de amistades.
- N - iNtuición en contraposición a la sensación: los ENTP tienden a ser más abstractos que concretos. Concentran su atención en el cuadro grande en lugar de en los detalles, y en las posibilidades futuras más que en la realidad inmediata.
- T - Thinking (pensamiento) en contraposición al sentimiento: los ENTP tienden a valorar los criterios objetivos por encima de las preferencias personales. Al tomar decisiones, le dan más peso a las consideraciones lógicas que a las sociales.
- P - Percepción en contraposición a la calificación: los ENTP tienden a aplazar los juicios y a retrasar las decisiones importantes, prefiriendo mantener sus opciones abiertas por si las circunstancias cambiasen.

## Características de los ENTP
El ENTP ha sido descrito de modo muy diverso como el innovador, el creador, el abogado, el inventor y el visionario. Los ENTP también caen en las categorías generales de pensadores, racionales e ingenieros.

### Descripción de Myers-Briggs
Al actuar según su función primaria (intuición extravertida, Ne), los ENTP son rápidos viendo las complejas relaciones entre otras personas, objetos e ideas. Estas relaciones son analizadas en profundo detalle a través de la función secundaria del ENTP, el pensamiento introvertido (Ti). El resultado es una comprensión a fondo del modo en el que funcionan las cosas y las relaciones, y cómo pueden mejorarse. Para el ENTP, la competencia en un ámbito y la inteligencia están especialmente valoradas, tanto en ellos mismos como en el resto.
Los ENTP son a menudo descritos como inteligentes, cerebral y verbalmente rápidos, entusiastas, extrovertidos, innovadores, flexibles, leales y llenos de recursos. Su motivación es la de entender y mejorar el mundo en el que viven. Son normalmente certeros a la hora de evaluar una situación. Pueden tener un perverso sentido del humor y hacer de abogado del diablo, lo que puede crear desacuerdos con amigos, compañeros de trabajo y familiares. Los ENTP idean soluciones innovadoras e inesperadas para problemas complicados. Sin embargo, les interesa más el hecho de generar esas ideas antes que llevarlas a cabo con detallados planes. En un ambiente de equipo, los ENTP son más efectivos con un papel en el que puedan ofrecer sus habilidades de comprensión profunda, un alto nivel de flexibilidad e innovadoras soluciones a los problemas. Los ENTP consideran un comentario como "eso no puede hacerse" como un reto personal y, si está lo suficientemente motivado, no escatimará a la hora de encontrar una solución.

### Descripción de Keirsey
Los Inventores son introspectivos, pragmáticos, instructivos y expresivos. Pueden ser habilidosos ingenieros. De entre todos los tipos, los Inventores son los más reticentes a hacer algo de un modo determinado sólo porque en el pasado se hiciese de ese modo. Intensamente curiosos, siempre están buscando nuevos proyectos en los que trabajar, y tienen un carácter muy emprendedor. Diseñar y mejorar mecanismos y productos es su objetivo constante.
Aunque están llenos de ideas, los Inventores sólo están interesados en aquellas que puedan llevarse a la práctica o que puedan emplearse para hacer productos. Por ejemplo, ven el diseño de un producto como un medio hacia un fin, siendo el objetivo un prototipo comercializable. Cuando comienzan un proyecto, muy pocas veces comienzan con un esbozo a seguir. Prefieren confiar en su habilidad para encontrar soluciones efectivas y prácticas durante el proceso de diseño. 
Los Inventores suelen ser despreocupados, aprobatorios y buenos conversadores. A menudo son inconformistas que atraen a un círculo de amigos interesados en sus ideas o actividades. Prefieren informarse a dirigir cuando realizan intercambios sociales, y suelen ser capaces de expresar bien sus complicadas ideas, comprendiendo también las complejas ideas de los demás. En una discusión pueden hacer uso de habilidades de debate, para desventaja del oponente. No obstante, esta estrategia se puede volver contra ellos cuando se enfrentan a una persona que esté buscando una relación cooperativa en lugar de una relación combativa.
Los Inventores son normalmente individuos ingeniosos capaces de levantarse para solucionar situaciones complicadas. En el trabajo, tienden a ser buenos vendedores de productos piloto que examinen sus habilidades. Buscando constantemente nuevas maneras de hacer las cosas, los Inventores suelen tener la motivación y las habilidades sociales suficientes para implementar sus ideas.

## Funciones cognitivas

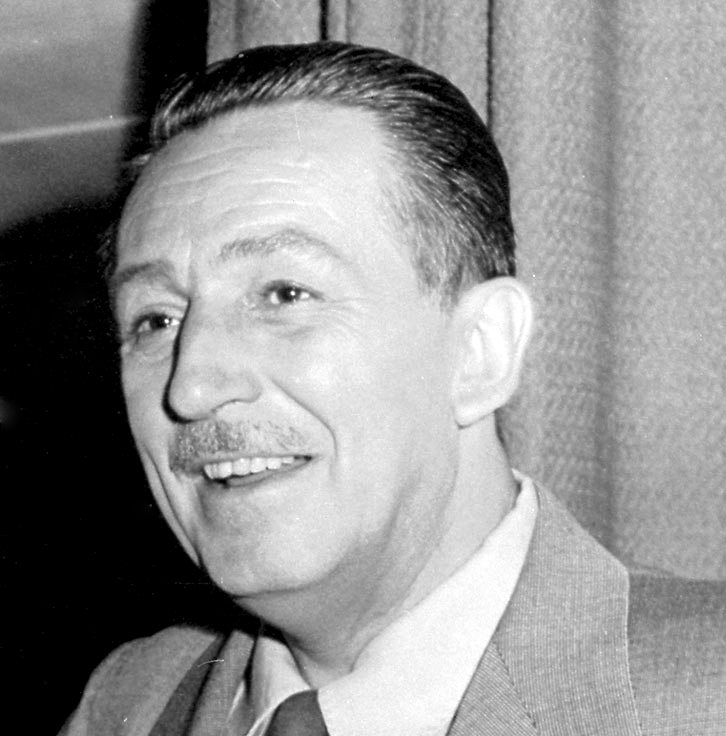
Walt Disney también pudo haber tenido una personalidad ENTP.

Partiendo de la teoría de Jung, Isabel Myers propuso que para cada personalidad las funciones cognitivas (sensación, intuición, pensamiento y sentimiento) forman una jerarquía. Esta jerarquía representa el patrón de comportamiento por defecto del individuo.
La función Dominante es el papel preferido por el tipo de personalidad, aquel con el que se sienten más cómodos. La función Auxiliar secundaria sirve como apoyo y amplía la función Dominante. Si la Dominante es una función de recopilación de información (sensación o intuición), la Auxiliar es una función de toma de decisiones (sentimiento o pensamiento), y viceversa. La función Terciaria está menos desarrollada que la Dominante y la Auxiliar, pero madura con el tiempo, completando las habilidades de la persona. La función Inferior es el talón de Aquiles del individuo, aquella con la que la persona se siente más incómodo. Al igual que la Terciaria, la función Inferior mejora con la madurez.
Jung y Myers consideraron que la actitud de las funciones Auxiliar, Terciaria e Inferior es contraria a la Dominante. Según esta interpretación, si la función Dominante es extravertida, entonces las otras tres son introvertidas, y viceversa. No obstante, muchos practicantes modernos sostienen que la Terciaria es igual que la Dominante. Usando las más modernas interpretaciones, las funciones cognitivas del ENTP son las siguientes:

### Dominante: intuición extravertida (Ne)
El Ne busca e interpreta significados ocultos, usando preguntas hipotéticas para explorar alternativas, permitiendo coexistir a multitud de posibilidades. Este proceso imaginativo une deducciones y experiencias de varias fuentes para formar un todo que puede convertirse en un catalizador de la acción. Esta función permite al ENTP identificar sin esfuerzo las relaciones entre varias ideas, personas y objetos que no suelen ser visibles para otros sujetos.

### Auxiliar: pensamiento introvertido (Ti)
El Ti busca precisión, como la palabra exacta para expresar una determinada idea. Se da cuenta de las ligeras diferencias que definen la esencia de las cosas, y luego las analiza y clasifica. El Ti examina todos los lados de un problema, buscando resolverlo con el mínimo esfuerzo y riesgo. Usa modelos que erradiquen la inconsistencia lógica. Para un ENTP, la función Ti analiza el flujo constante de información captada por la función Ne. El Ti desarrolla una estructura y concilia las inconsistencias del sistema de creencias del ENTP. Sin embargo, la función Ti no está tan activa como la dominante Ne, que lleva al ENTP a jugar con múltiples proyectos y teóricas posibilidades en cualquier instante, pudiendo dejar muchos de ellos sin completar.

### Terciaria: sentimiento extravertido (Fe)
La función Fe busca conexiones sociales y crea armoniosas interacciones a través de un comportamiento educado, apropiado y considerado. El Fe responde a los deseos explícitos (e implícitos) de los demás, y pueden llegar a crear un conflicto interno entre las propias necesidades del sujeto y el deseo de cumplir con las necesidades de los demás. Cuando esta función está bien desarrollada, el ENTP puede fomentar la buena voluntad en los demás, mostrándose como encantador y leal. Si no está bien desarrollada, el ENTP puede parecer frío y ajeno a los sentimientos de los demás. En la mayoría de los ENTP, la debilidad de la función terciaria puede observarse en su inconsistencia y su falta de resistencia a la hora de emprender un proyecto.

### Inferior: sensación introvertida (Si)
La función Si recolecta datos del presente y los compara con experiencias pasadas, un proceso que a veces evoca los sentimientos asociados con la memoria, como si el individuo lo estuviera volviendo a vivir. Buscando proteger lo familiar, el Si hace uso de la historia para formar objetivos y expectativas sobre lo que sucederá en el futuro. El Si compensa la tendencia natural del ENTP a la anarquía y el inconformismo. Actúa como una especie de fuerza gravitacional que mantiene al ENTP en órbita alrededor de la realidad. Sin esta función, el ENTP puede parecer impredecible y aleatorio, pero cuando está bien desarrollada, el ENTP gana en orden y comprensión por parte del resto.

### Funciones sombra
Los más recientes investigadores de la personalidad (especialmente Linda V. Berens) añadieron cuatro funciones a la jerarquía descendente, las llamadas "funciones sombra" hacia las que el individuo no está naturalmente inclinado pero que pueden revelarse cuando la persona está bajo estrés. Para los ENTP, las funciones sombra son:
- Intuición introvertida (Ni): atraídos a las acciones u objetos simbólicos, la función Ni sintetiza aparentes paradojas para crear lo inimaginable anteriormente. Estas deducciones vienen con una certeza que pide acción para satisfacer una nueva visión del futuro, soluciones que pueden incluir complejos sistemas o verdades universales.
- Pensamiento extravertido (Te): el Te organiza y programa las ideas y el ambiente para asegurar la eficiencia y la persecución productiva de los objetivos. Busca explicaciones lógicas para acciones, eventos y conclusiones, buscando razonamientos defectuosos y errores en la secuencia.
- Sentimiento introvertido (Fi): la función Fi filtra información basada en interpretaciones de valor, formando juicios según unos criterios que a menudo son intangibles. El Fi mantiene constantemente en equilibrio un grupo interno de valores como la armonía y la autenticidad. En consonancia con distinciones sutiles, el Fi siente de manera innata lo verdadero y lo falso en una situación.
- Sensación extravertida (Se): el Se se concentra en las experiencias y sensaciones del mundo físico. Con una aguda conciencia de lo que le rodea, lleva los hechos y detalles relevantes al frente, lo que puede llevar a la acción espontánea.